# Andrew Joseph Russell

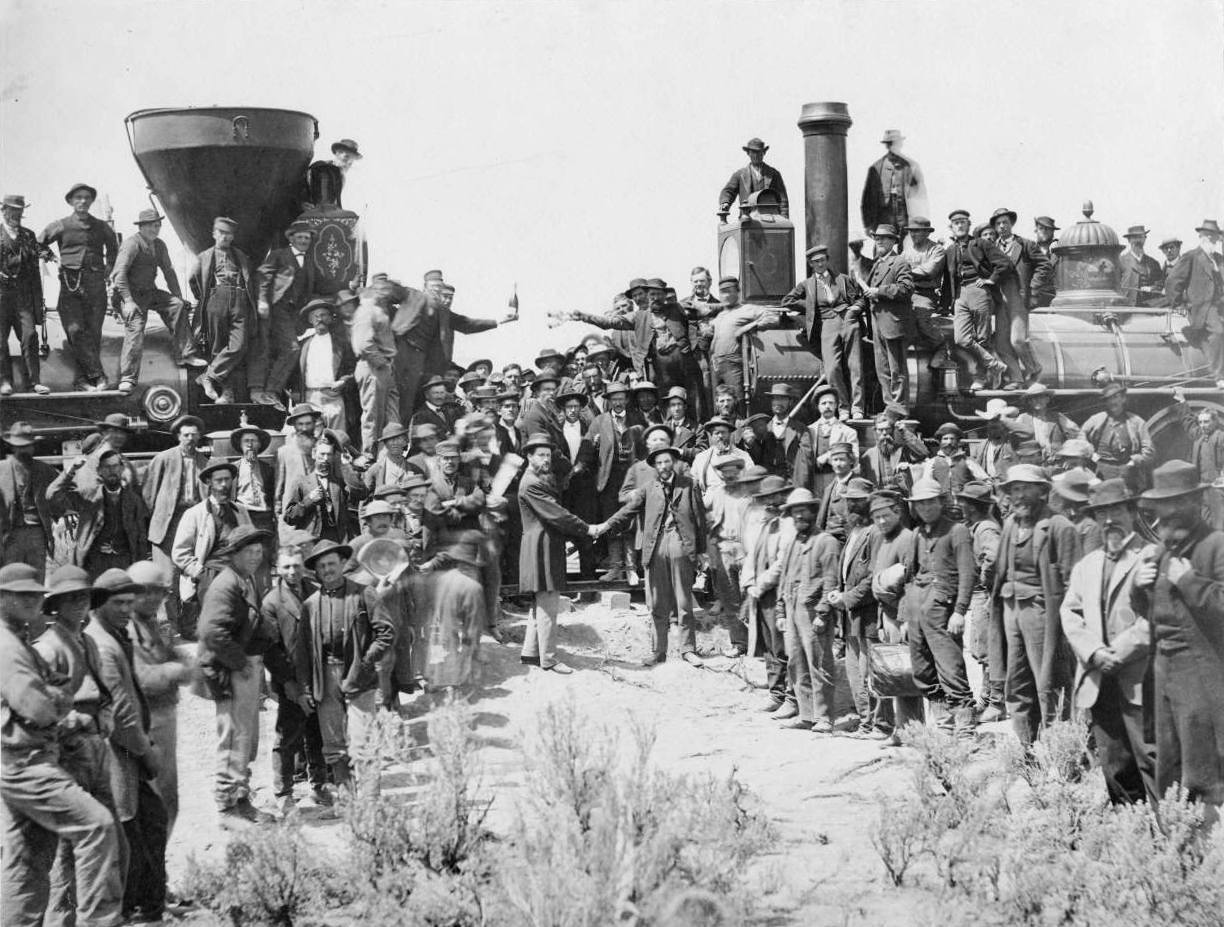
Andrew Joseph Russell: Oslava spojení dvou kolejí v Promontory Summit v Utahu 10. května 1869

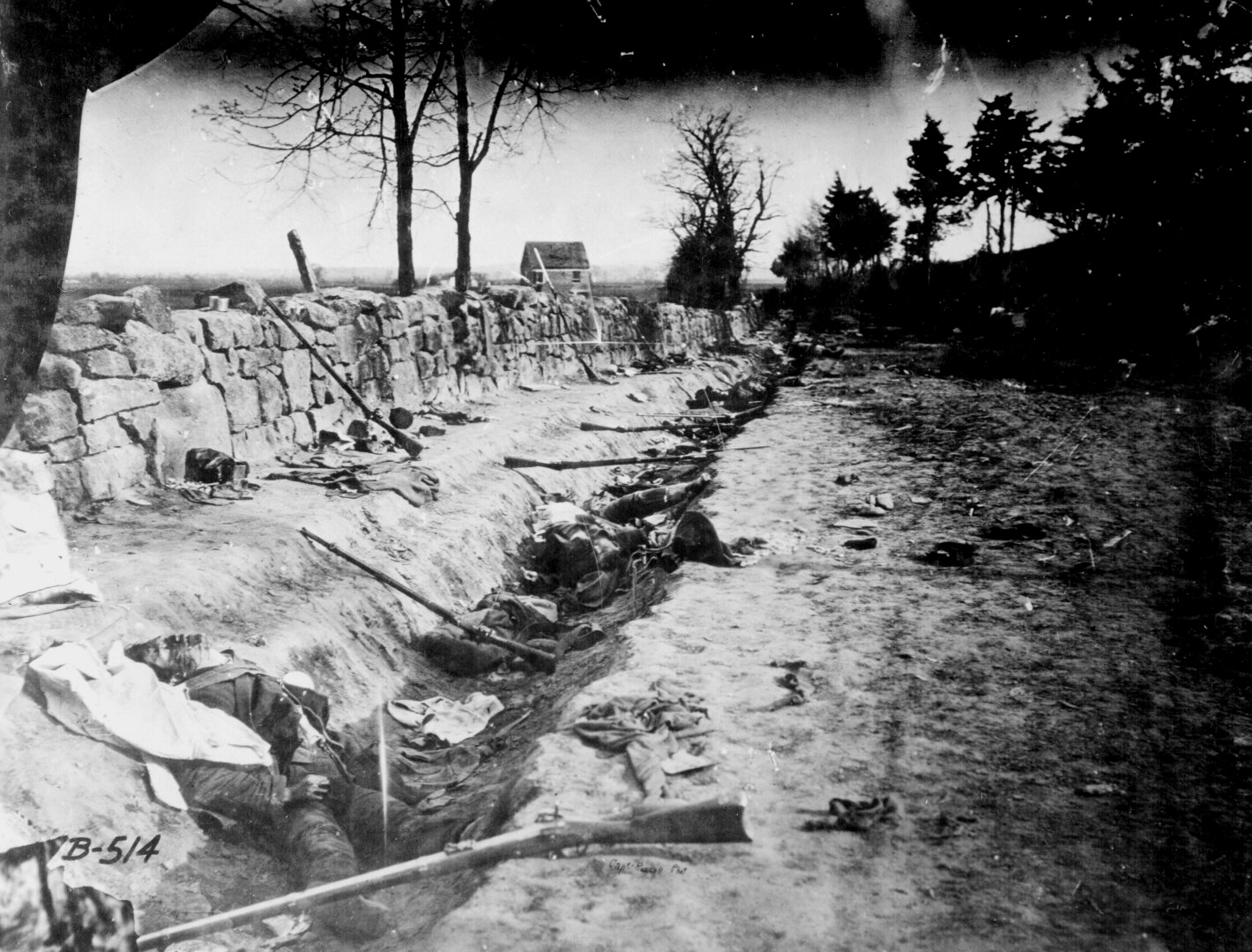
Andrew Joseph Russell: Konfederační mrtví za kamennou zdí po bitvě Chancellorsville v květnu 1863

Andrew Joseph Russell (20. března 1830, New Hampshire - 22. září 1902) byl americký fotograf působící v 19. století jako reportážní fotograf a dokumentarista v občanské válce a pro společnost Union Pacific Railroad. Russell byl oficiálním fotografem východní poloviny První transkontinentální železnice. Jeho nejznámější fotografie ukazuje spojení dvou kolejí v Promontory Summit v Utahu 10. května 1869.

## Život a dílo
Andrew Joseph Russell se narodil v New Hampshire v roce 1830, později se odstěhoval do New Yorku. Začal studovat malířství a později se nechal dobrovolně zapsat do armády v občanské válce. Tam byl přidělen do oddílu United States Military Railroad Construction Corps, z části také proto, že jeho rodinná historie obsahovala stavby kanálů a železničních staveb. V této roli fotografoval především dopravu předmětů pro Unii, ale byl zčásti zodpovědný za fotografie, které prodávala a distribuovala firma Mathewa Bradyho Mathew Brady Studios zájemcům o historii a grafiku. Jedním z takových snímků byla například fotografie s názvem Konfederační mrtví za kamennou zdí (Confederate dead Behind the Stone Wall) po bitvě u Chancellorsville v květnu 1863.
Po skončení občanské války byl Russell pověřen železniční společností Union Pacific Railway Company, aby dokumentoval důležité události konstrukce východní části transkontinentální železnice. Zatímco je možná nejvíce slavný svým ikonickým obrazem zatlučení zlatého (posledního) hřebu na Promontory Point v Utahu, jeho album Sun Pictures of Rocky Mountain Scenery zahrnuje často velkolepé snímky z technologie stavby železnice, která byla položena napříč pustinou amerického Západu.

## Galerie

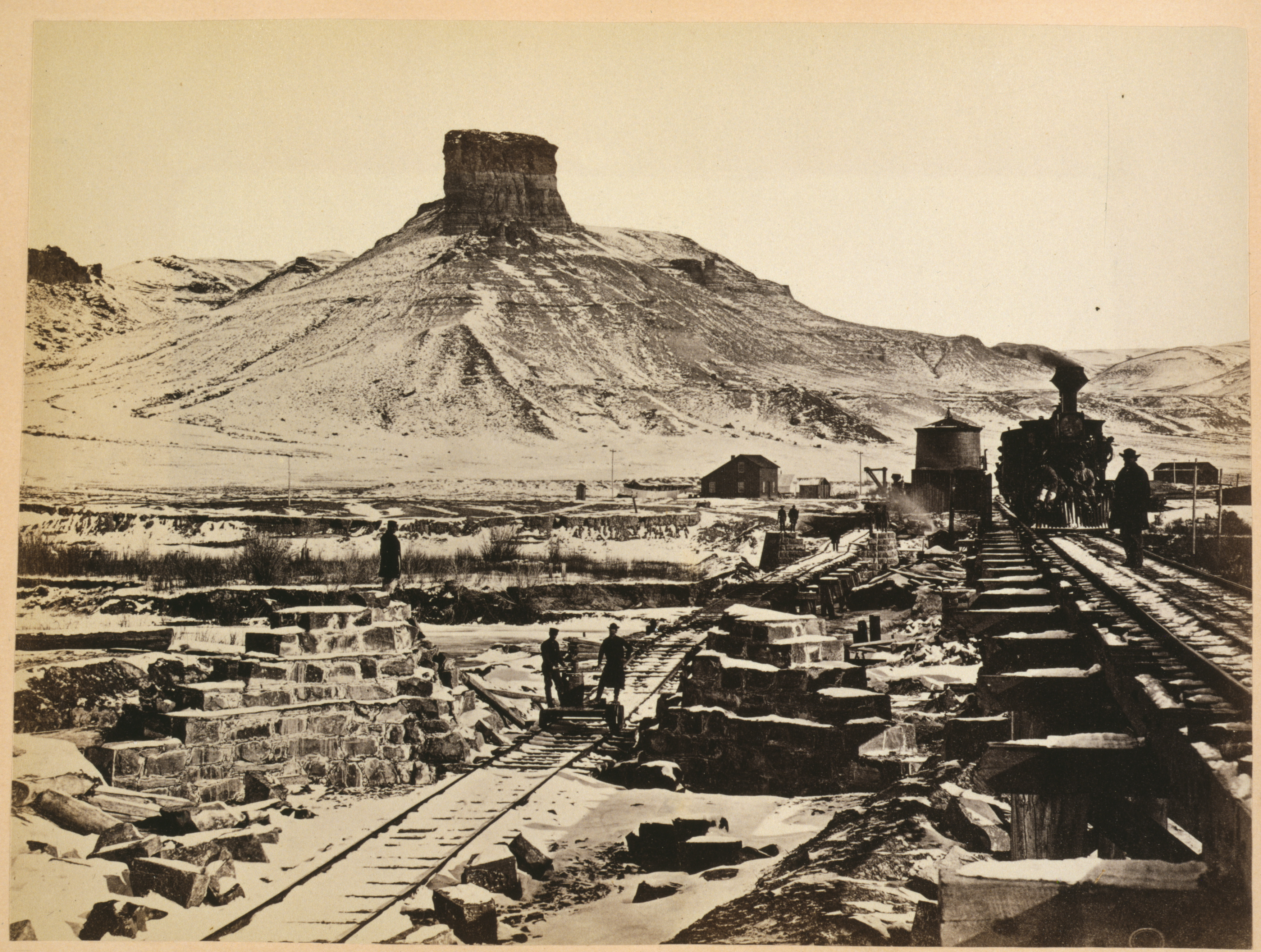
Citadel rock, Green River, Wyoming, 1868
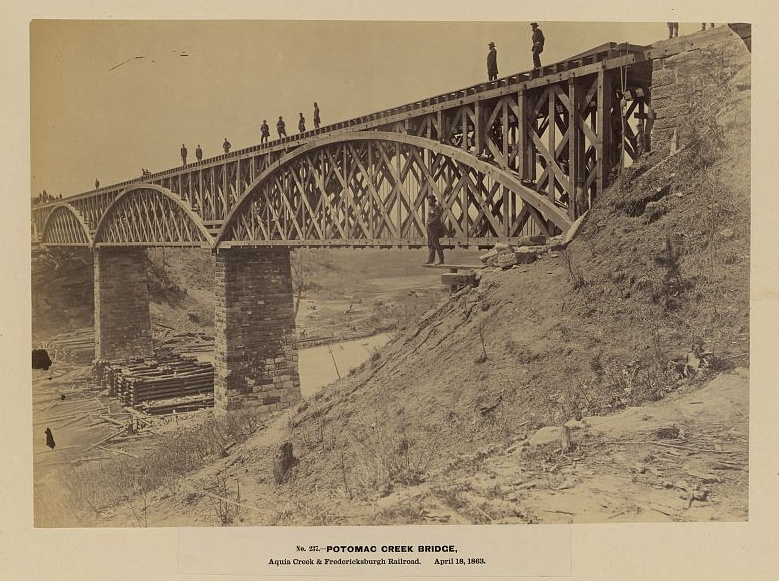
Potomac Creek Bridge 18. dubna 1863
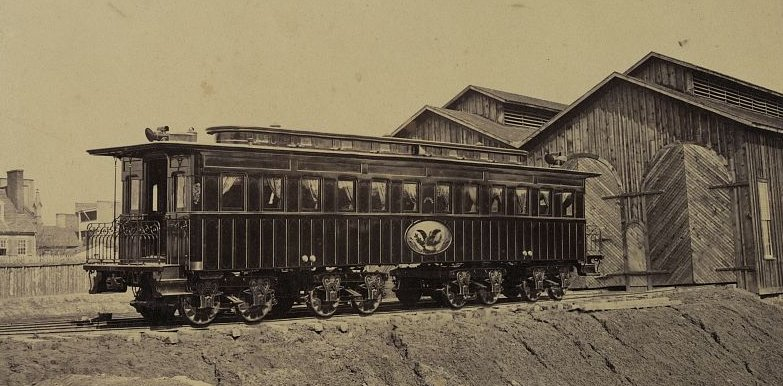
Prezidentův vůz Alexandria 1865
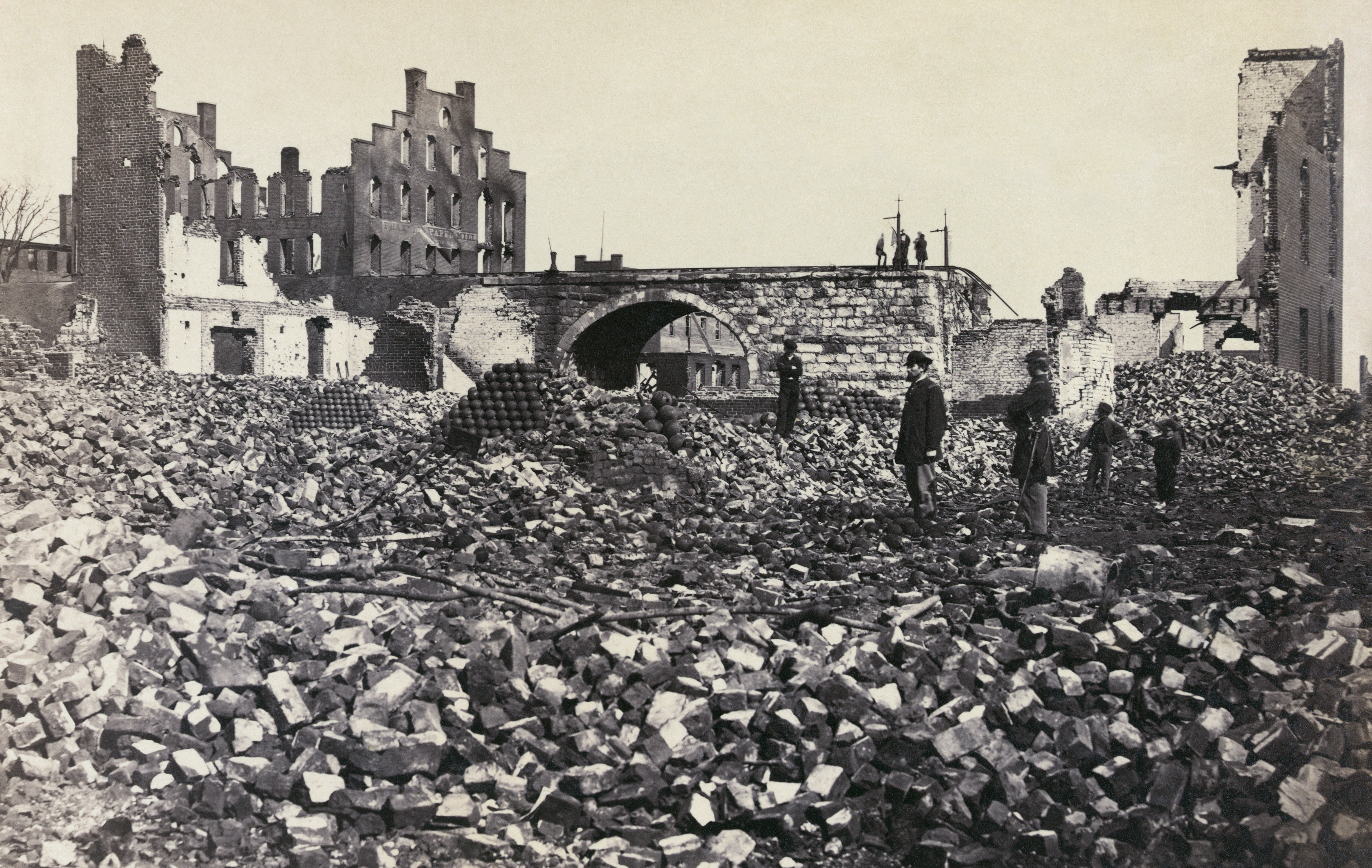
Poškozené město po občanské válce, Richmond Virginia
Donner Lake v zimě